# Мон, Самуэль
Самуэль Мон (нем. Samuel Mohn; 16 апреля 1762 года, Нидерклобикау, Саксония-Анхальт — 26 июля 1815, Дрезден) — немецкий живописец по стеклу. Прославился прозрачной эмалевой росписью на стаканах и чашках c видами городов Германии и Австрии. Работал вместе с сыном Готтлобом Самуэлем Моном (4 декабря 1789, Вайсенфельс — 2 ноября 1825, Лаксенбург).

## Биография
Вначале Самуэль Мон работал живописцем по фарфору, но его главная заслуга заключается в возрождении искусства транспарантной (прозрачной) росписи изделий из стекла, его даже считают изобретателем такой росписи.
Фактически он был первым, кто перенёс технику росписи фарфора на прозрачное стекло. В 1806 году ему удалось расписать стаканы прозрачными эмалями. Мон изображал в основном сельские и городские пейзажи. В последующие годы вместе со старшим сыном Готтлобом Самуэлем Моном он усовершенствовал технику росписи.
Мон жил в Дрездене с 1809 года и большинство его работ создано в Дрездене. Особенной популярностью пользовались цилиндрические «стаканы дружбы» с портретами и аллегорическими изображениями, видами Дрездена и стихотворными надписями.
Мон Младший с 1805 года учился у химика Мартина Генриха Клапрота. Художественное образование получил у отца. За этим последовали уроки рисования у живописца-академиста Юлиуса Шнорра фон Карольсфельда в Лейпциге. В 1810 году Мон Младший учился в Дрезденской академии изобразительных искусств. В 1811 году он переехал в Вену и продолжил обучение в Венском политехническом институте, экспериментировал с различными цветовыми смесями на стекольном заводе Тюрница. Чтобы заработать на жизнь, он расписывал стаканы и чашки при поддержке своего брата Людвига и работников мастерской отца, эти изделия имели успех в Вене.
Готтлоб Самуэль Мон дружил с известным живописцем по стеклу Антоном Котгассером. На его стаканах, как и на изделиях Котгассера, изображены виды имперской Вены, собора Святого Стефана, Карлскирхе, площади Михаэлерплац и Кернтнерштрассе, а также окрестностей Вены, таких как Хайлигенштадт и Лаксенбург. Он также создал изделия с видами Берлинского дворца, Бранденбургских ворот, городских пейзажей Дрездена, дрезденского Цвингера, дворца Морицбург. Около 1816 года он расписал чашу с мотивом Битвы народов под Лейпцигом.

## Стекло Самуэля и Готтлоба Самуэля Мона

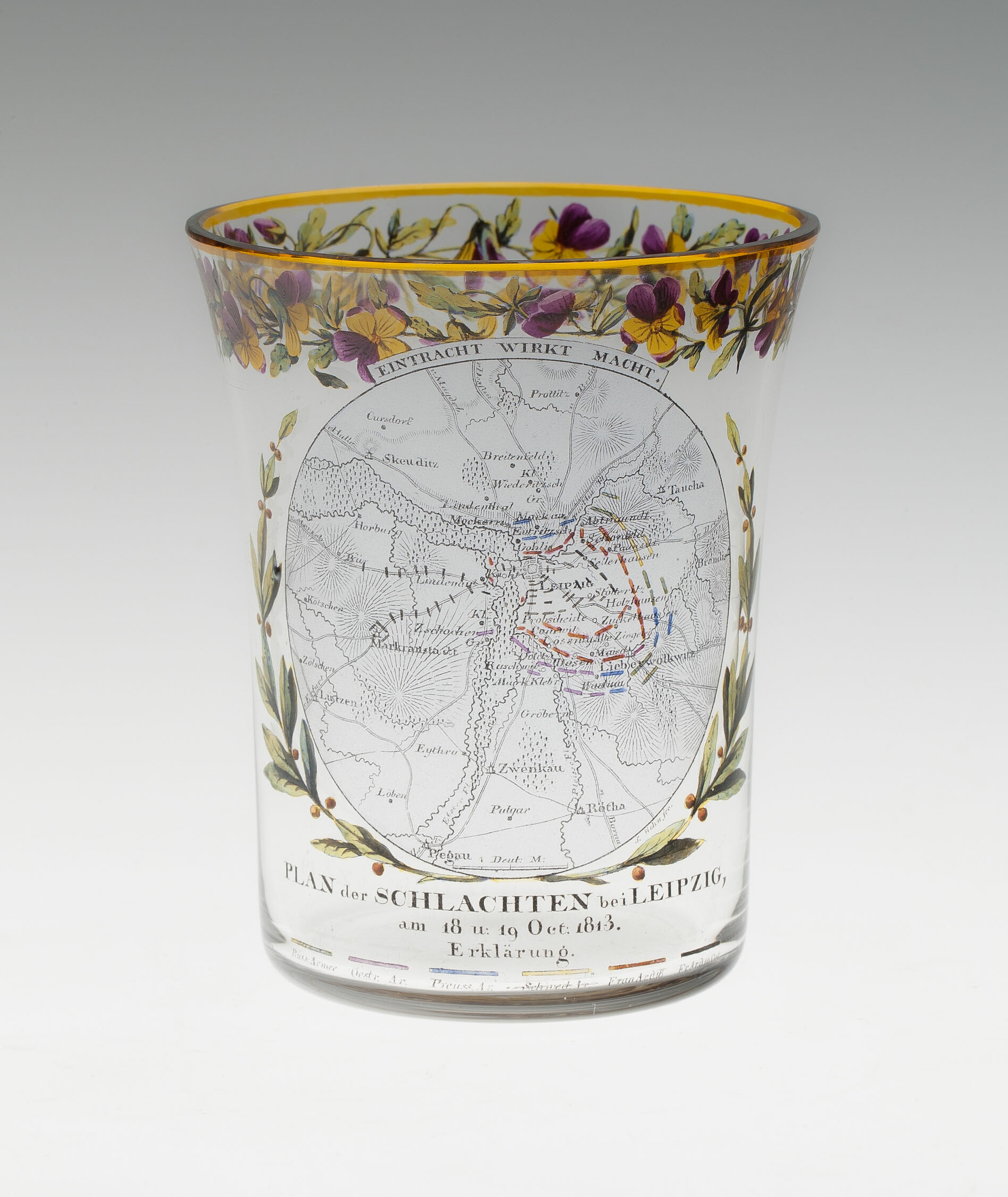
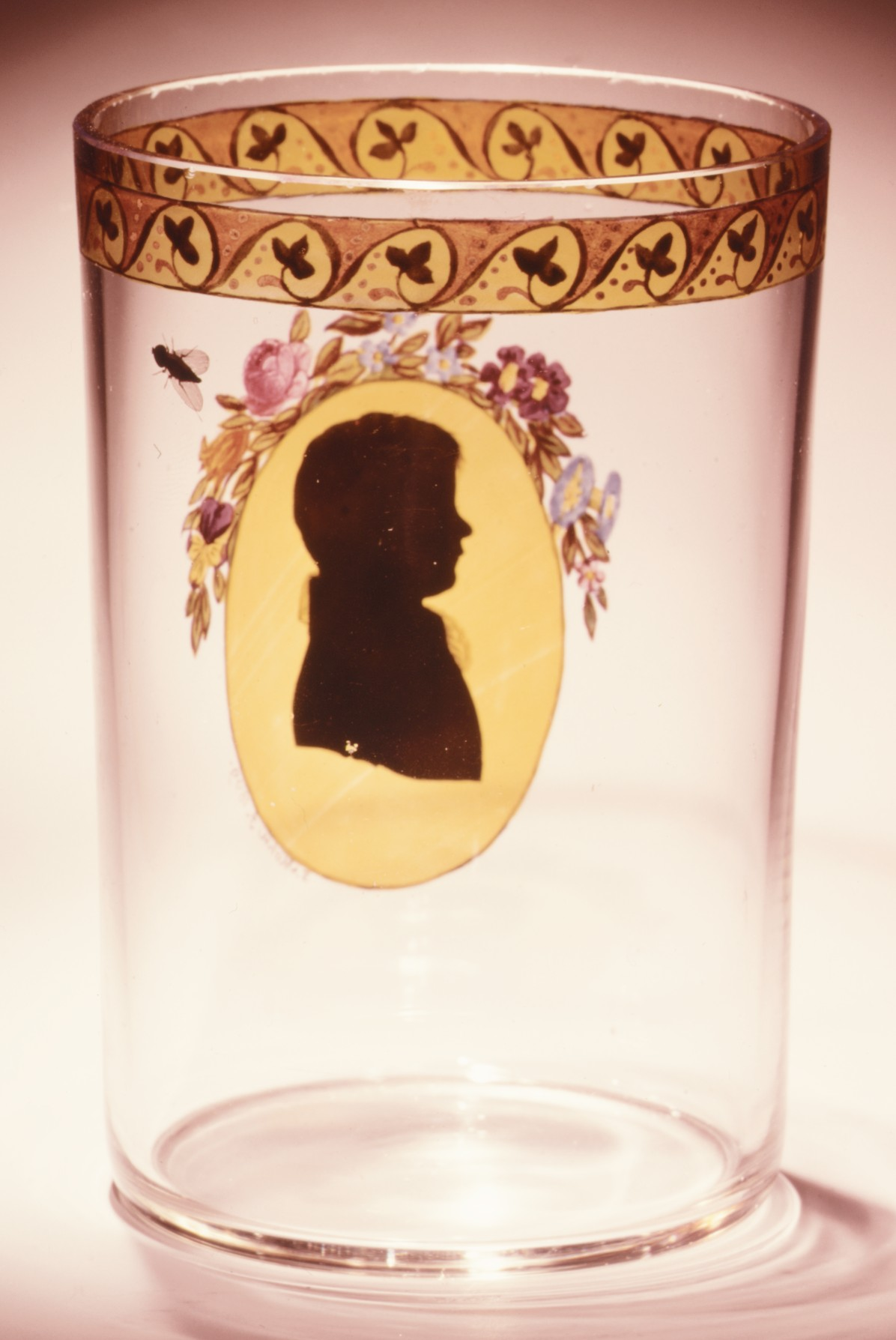
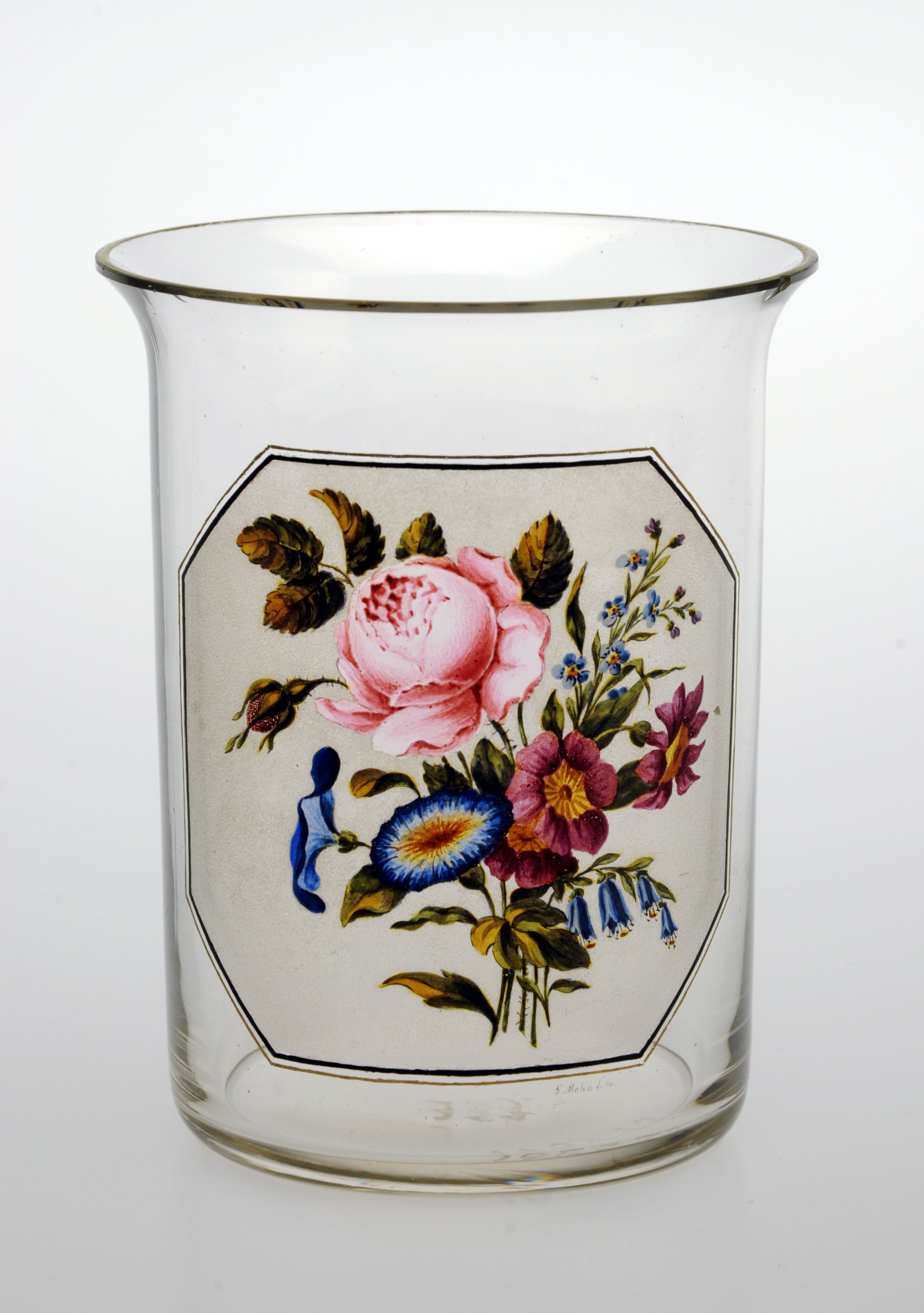
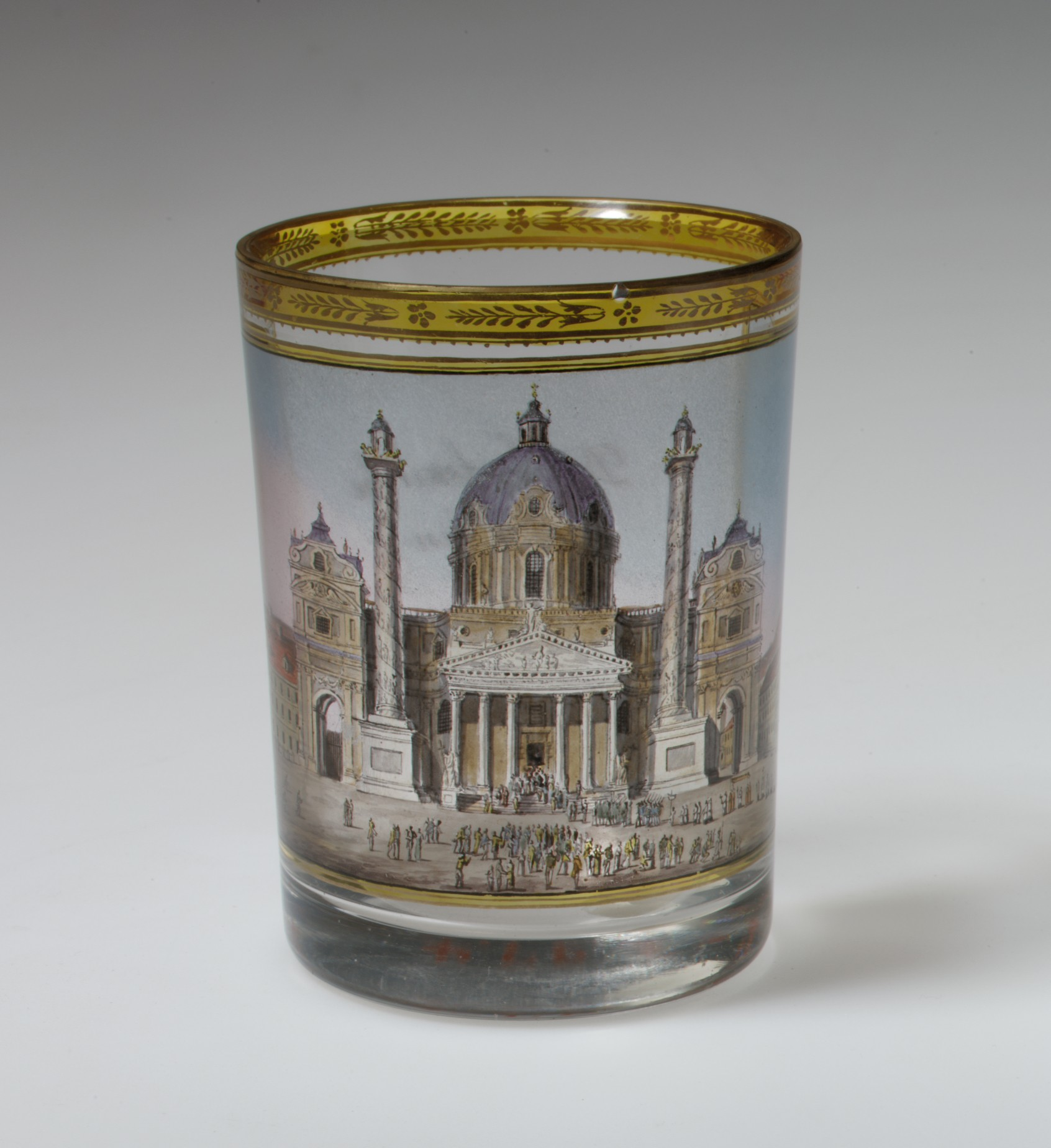
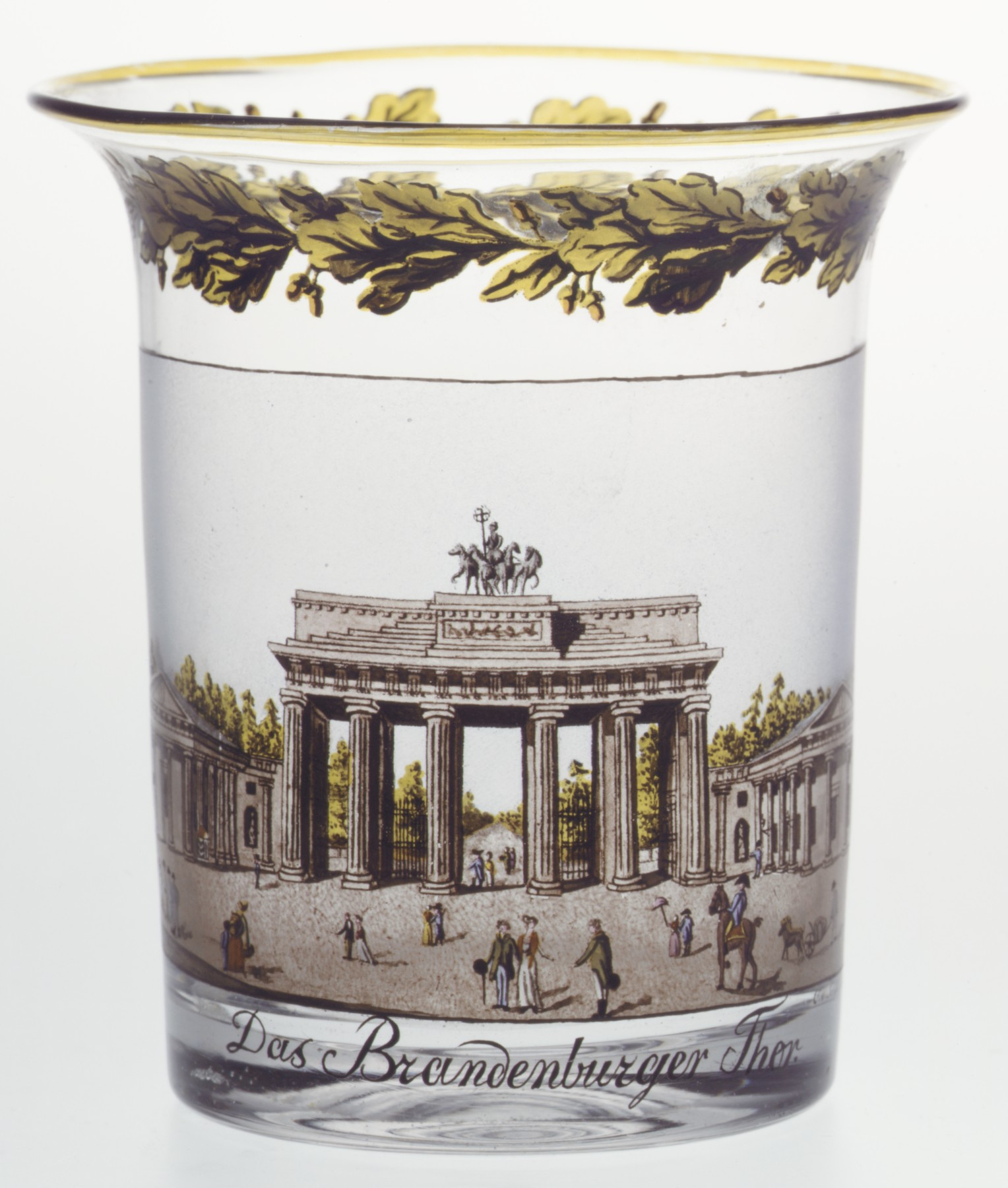
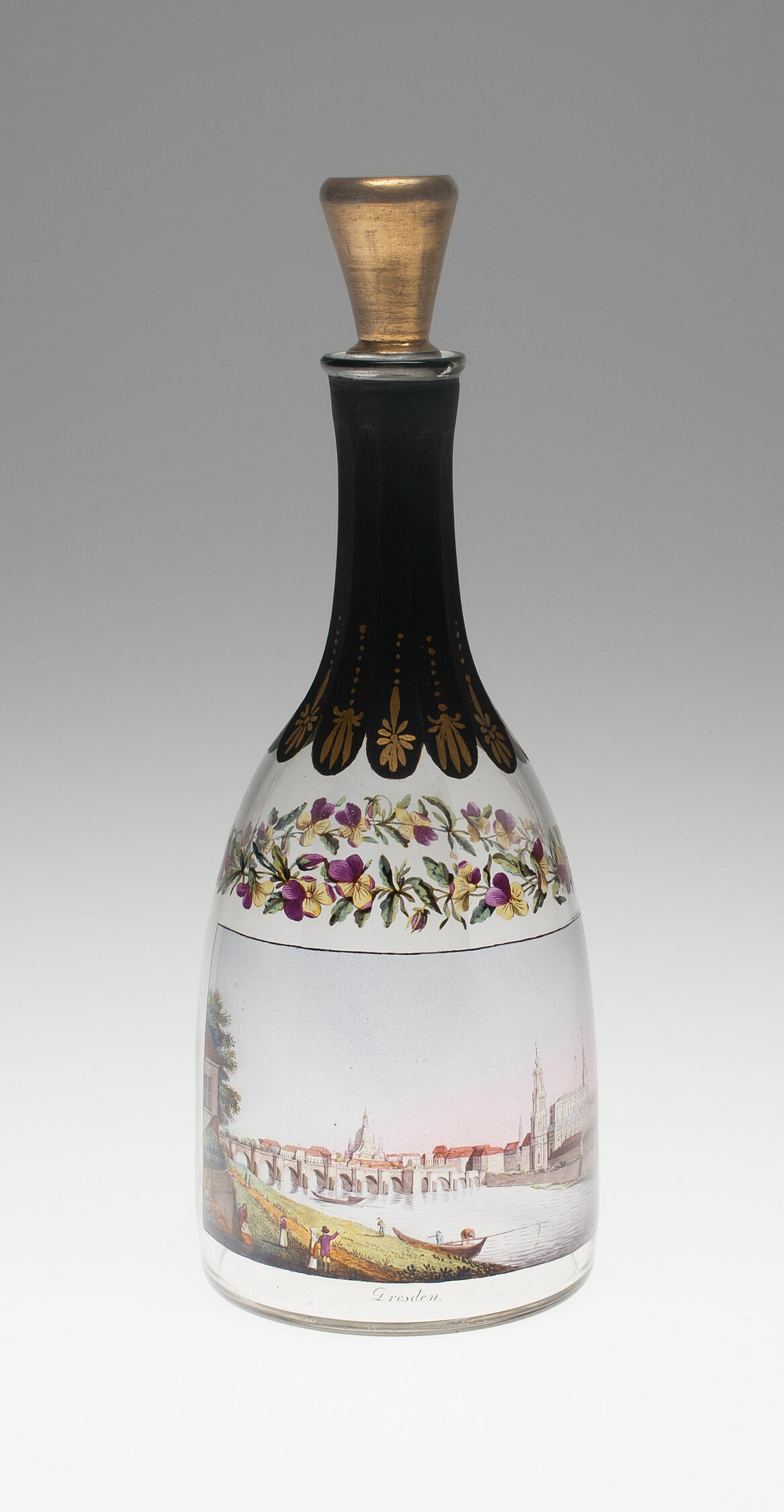
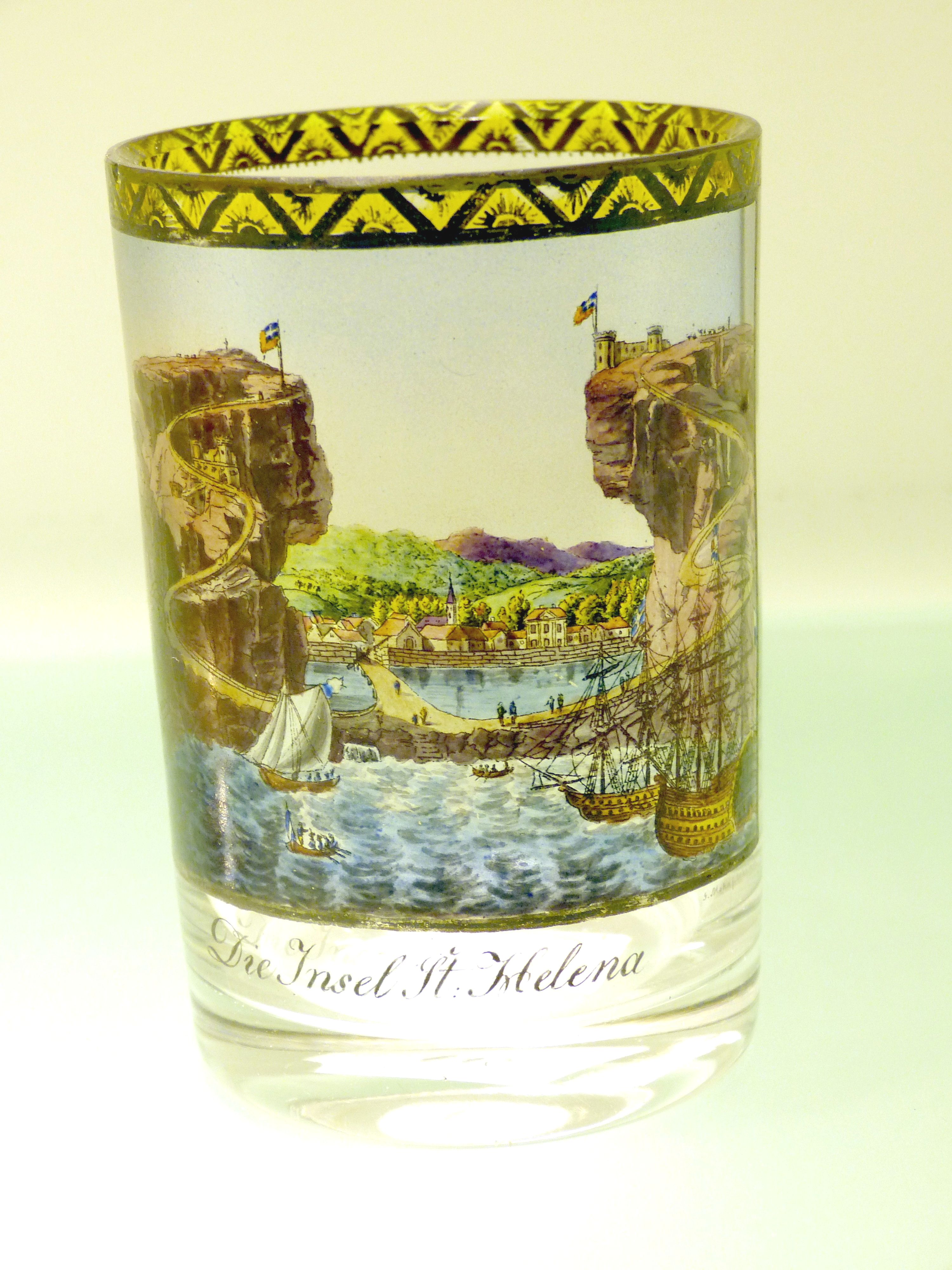